# Anne de Batarnay de Joyeuse
Anne de Joyeuse, Barão d'Arques, Visconde e depois Duque de Joyeuse, conhecido como "Joyeuse", foi um dos Mignons do Rei Henrique III de França, nascido em 1560 no Castelo Joyeuse e morto em 20 de Dezembro de 1587, Coutras (Gironda). Enterrado em Montrésor, (Indre-et-Loire).
Nascido em 1560 no Castelo de Joyeuse, filho de Guilherme de Joyeuse e de Maria de Batarnay, ele morre durante a Batalha de Coutras. É irmão de Henrique de Joyeuse, Duque de Bouchage, e de Francisco de Joyeuse, arcebispo de Narbona e Cardeal.
Frequenta o Colégio de Navarra, em Paris, a partir de Agosto de 1572, após ter estudado no Colégio de Toulouse e seguido os cursos de Théodore Marsile et Georges Critton.
A partir de 1577, acompanha o pai em campanha contra os huguenotes no Languedoc e em Auvérnia. Em 1579, recebe o comando de uma companhia do rei e depois torna-se governador do Monte Saint-Michel. Em 1580, participa do cerco de La Fère.
Casa-se em 18 de Setembro de 1581 com Margarida de Lorena, filha de Nicolas de Lorena e de Joana de Savóia e meia-irmã da Rainha da França. O casal recebe no casamento mais de 300.000 escudos do rei. O rei Henrique III ainda o presenteia com diversos títulos e propriedades.
É declarado Grande Almirante da França em 1 de Junho de 1582 e promovido a Cavalheiro da Ordem do Saint-Esprit em 31 de Dezembro do mesmo ano. No ano seguinte, em 24 de Fevereiro, é nomeado governador da Normandia. E, em 1584, torna-se governador do Havre. Com a morte de Francisco, Duque de Anjou, irmão do rei, no mesmo ano, recebe o governo do Ducado de Alençon e seu irmão, du Buchage, o de Anjou.
Anne de Joyeuse comandou uma expedição contra os Protestantes em Poitou, mas predeu a proteção de Henrique III ao massacrar 800 huguenotes em La Mothe-Saint-Héray, em 21 de Junho de 1587 (conhecido como "O Massacre de Saint-Eloi"). 
Recebido friamente da Corte, acredita poder escapar de cair em desgraça real partindo para combater as tropas de Henrique de Navarra. Em 20 de Outubro de 1587, ele ataca as tropas protestantes em Coutras, Gironda, mas sua infantaria e cavalaria são dizimadas. Anne de Joyeuse é feito prisioneiro, reconhecido e morto com um tiro de pistola.
Entre os 2000 mortos católicos ainda encontrava-se o jovem irmão de Anne, Cláudio de Joyeuse, senhor de Saint-Sauveur (1569-1587).